# Gazette van Detroit
De Gazette van Detroit was een Vlaams-Amerikaanse immigratiekrant in de Verenigde Staten bedoeld voor Vlamingen in de V.S., Canada en Vlamingen met connecties in Noord-Amerika. De krant werd opgericht in 1914 door Camille Cools (1874-1916). Tot april 2015 verscheen de krant maandelijks op papier. In december 2018 werd ook de digitale uitgave ervan stopgezet.
Alvorens zelf de Gazette van Detroit op te richten, werkte Camille Cools als correspondent voor Detroit en omgeving voor andere Vlaamse kranten: eerst (vanaf 1898) de Volksstem, daarna (van 1907 tot 1912) de Gazette van Moline. Het eerste nummer van zijn eigen krant verscheen op 13 augustus 1914. Elke week verscheen een nieuwe editie. De Gazette van Detroit kende een veel langer bestaan dan andere, gelijkaardige publicaties. De Detroitenaar, die ook in 1914 was ontstaan, ging kort na de Eerste Wereldoorlog op in de Gazette van Detroit. Met de Gazette van Moline gebeurde hetzelfde in 1940. Een blad als De Straal verscheen zelfs maar enkele maanden in 1925.
Vanaf 1920 werd de Gazette van Detroit uitgegeven door de uitgeverij 'Belgian Press', geleid door Peter Corteville. In 1951 werd diens zoon Richard Corteville eigenaar-directeur. Gedurende dertig jaar zorgde pater Ladislas Segers voor een wekelijkse bijdrage, waaronder zijn lange gedichten Bardenlied (1953-1954) en Gelmellied (1955). In de jaren 1950 werd de Gazette van Detroit op 10.000 exemplaren gedrukt, maar tijdens de volgende decennia liep het lezertal terug. Na het overlijden van Richard Corteville in 1974 kwam de krant werkelijk in moeilijkheden, zodat zij even niet verscheen. Een doorstart kwam er dankzij de vzw 'Belgian Publishing Company'.  In 1979 won de krant de ANV-Visser Neerlandia-prijs voor cultuur.
In 2004 verscheen de krant tweewekelijks op 1200 exemplaren, met bijdragen in het Engels en het Nederlands. Na een sponsoractie en een donatie van de Vlaamse regering werd de krant in juli 2006 grondig vernieuwd. Elisabeth Khan-Van den Hove werd voorzitter van de  'Belgian Publishing Company' en hoofdredacteur van de krant. Vanaf 8 juli 2006 bevatte de Gazette van Detroit kleurenfoto's en nieuwe rubrieken. Ze verscheen sindsdien ook op tabloidformaat. De laatste voorzitter van de krant was David Baeckelandt. Vanuit België was Ludwig Vandenbussche veertig jaar lang vrijwillig correspondent.
Onder genealogen is deze krant bekend, onder andere omdat in de oudste edities tal van gegevens te vinden zijn over uitgeweken Vlamingen, of omwille van de oproepen tot familieleden of naamgenoten die via dit blad konden gebeuren.